# 1890 a jogalkotásban
1890-ben az alábbi jogszabályokat alkották meg:

## Magyarország

### Törvények
- 1890. évi I. törvénycikk A közutakról és vámokról
- 1890. évi II. törvénycikk A védjegyek oltalmáról
- 1890. évi III. törvénycikk A gróf Andrássy Gyulának állitandó emlékről
- 1890. évi IV. törvénycikk Az 1890. évi államköltségvetésről
- 1890. évi V. törvénycikk A honvédségről
- 1890. évi VI. törvénycikk A morvavölgyi helyi érdekü vasutvonalnak, valamint a dévénytó-stomfai szárnyvonalnak engedélyezéséről
- 1890. évi VII. törvénycikk A budapest-pécsi vasut-részvénytársaság vasutvonalainak megváltása iránt a nevezett társasággal az 1889:XV. tc. alapján, 1889. évi márczius 17-én/május 4-én megkötött szerződés jóváhagyásáról és beczikkelyezéséről
- 1890. évi VIII. törvénycikk A birodalmi tanácsban képviselt királyságokban és országokban hitelesitett hordóknak a magyar korona országaiban való forgalomba helyezhetéséről
- 1890. évi IX. törvénycikk Az 1890-ki népszámlálásról
- 1890. évi X. törvénycikk A magy. kir. államvasutak zágrábi állomásának és főmühelyének megépitéséről és mozdonyállományának szaporitásáról
- 1890. évi XI. törvénycikk Az igazságügyi orvosi tanácsról
- 1890. évi XII. törvénycikk A vallás- és közoktatásügyi ministeriumnak a magyar államvasutak tulajdonát képező s a főváros V. kerületében fekvő Hold-utczai igazgatósági épületbe történt átköltözése alkalmából felmerült költségek fedezésére szükséges póthitel iránt
- 1890. évi XIII. törvénycikk A hazai iparnak állami kedvezményekben való részesitéséről
- 1890. évi XIV. törvénycikk A hazai ipart támogató pénzintézeteknek adható állami kedvezményekről
- 1890. évi XV. törvénycikk A Holicstól a magyar határszélig Göding irányában vezetendő helyi érdekü vasut engedélyezéséről
- 1890. évi XVI. törvénycikk A Svéd- és Norvégországokkal gyári és kereskedelmi védjegyek kölcsönös oltalma tárgyában, 1889. évi szeptember 20-án kötött egyezmény beczikkelyezéséről
- 1890. évi XVII. törvénycikk Egyrészről a m. kir. pénzügyminister, másrészről a naszódvidéki központi iskola- és ösztöndijalapok és a volt naszódvidéki községek között létrejött szerződés és peregyezség tárgyában
- 1890. évi XVIII. törvénycikk A volt naszódvidéki községek birtokviszonyainak rendezése tárgyában
- 1890. évi XIX. törvénycikk A volt naszódvidéki községi erdők kezelése tárgyában
- 1890. évi XX. törvénycikk Az osztrák-magyar banknak adandó felhatalmazásról, hogy közraktárak által kiállitott zálogjegyeket (warrant) leszámitolhasson
- 1890. évi XXI. törvénycikk A katonai behivási parancs iránt tanusitott engedetlenség és az erre csábitás megbüntetéséről
- 1890. évi XXII. törvénycikk A központi honvéd-főruharaktár épitésének, és az épitésre szükséges költségeknek engedélyezéséről
- 1890. évi XXIII. törvénycikk A Ludovika-akadémiára vonatkozó 1872:XVI. és 1883:XXXIV. törvénycikkek némely rendelkezéseinek módositásáról
- 1890. évi XXIV. törvénycikk Az inséges tengerészek kölcsönös segélyezése iránt a Németbirodalommal 1889. évi november 10-én kötött egyezmény beczikkelyezéséről
- 1890. évi XXV. törvénycikk A kir. itélőtáblák és kir. főügyészségek szervezéséről
- 1890. évi XXVI. törvénycikk Állami elemi és polgári iskolák épitésére az 1884:V. törvénycikkel engedélyezett 500,000 frtnyi kölcsönnek további 200,000 frttal való emeléséről
- 1890. évi XXVII. törvénycikk Kereskedelmi viszonyaink legfeljebb 1890. évi deczember 31-ig terjedhető ideiglenes rendezéséről azon országokkal, a melyekben az osztrák-magyar monarchia és a török birodalom közt 1862. évi május 22-én kötött kereskedelmi és hajózási szerződés 1890. évi julius 5-én bekövetkező lejártáig hatályban áll
- 1890. évi XXVIII. törvénycikk A honvédelmi tárcza költségvetésében az 1889. évre az átmeneti kiadások czimén megszavazott összegekből fel nem használt 130,419 forintnak az 1890. évben leendő felhasználásáról
- 1890. évi XXIX. törvénycikk A kir. törvényszékek és kir. járásbiróságok székhelyeinek és területeinek meghatározásáról
- 1890. évi XXX. törvénycikk A középiskolákról és azok tanárainak képesitéséről szóló 1883:XXX. törvénycikk módositása tárgyában
- 1890. évi XXXI. törvénycikk A "magyar északkeleti vasut"-részvénytársaság vasutvonalainak beváltásáról
- 1890. évi XXXII. törvénycikk A győr-sopron-ebenfurti vasut-részvénytársaság némely ügyeinek rendezéséről
- 1890. évi XXXIII. törvénycikk A pozsony-szombathelyi helyi érdekü vasut engedélyezése tárgyában
- 1890. évi XXXIV. törvénycikk Az esztergom-almás-füzitői helyi érdekü vasut engedélyezéséről
- 1890. évi XXXV. törvénycikk A nagymargita-verseczi helyi érdekü vasut engedélyezéséről
- 1890. évi XXXVI. törvénycikk Az italmérési jövedékről szóló 1888:XXXV. tc. némely határozmányainak kiegészitéséről
- 1890. évi XXXVII. törvénycikk Az 1887. évi közösügyi zárszámadásra alapitott végleges leszámolás szerint Magyarország terhére mutatkozó tartozás fedezéséről, az 1888. és 1889. évi közösügyi kiadásokra Magyarország által pótlólag fizetendő összegekről, a rendkivüli katonai óvintézkedések költségeire megszavazott 2.674,000 frt póthitelből Magyarországra eső összeg fedezéséről, - valamint az 1888. évi határvám-bevételek visszamaradása folytán a magyar korona országai által fedezendő kiadásról
- 1890. évi XXXVIII. törvénycikk Az elkésve, illetőleg szabálytalanul bejelentett italmérési jogok kártalanitása tárgyában
- 1890. évi XXXIX. törvénycikk Az 1891. évi állami költségvetésről
- 1890. évi XL. törvénycikk Az 1891. évben kiállitandó ujonczok megajánlásáról
- 1890. évi XLI. törvénycikk Az Egyptommal 1890. évi augusztus hó 16-án kötött kereskedelmi egyezmény beczikkelyezéséről
- 1890. évi XLII. törvénycikk Kereskedelmi viszonyainknak a Törökbirodalommal és Bulgáriával való ideiglenes rendezhetéséről
- 1890. évi XLIII. törvénycikk A kir. biróságok előtt fölmerült bűnügyi költségek behajtásáról és elszámolásáról
- 1890. évi XLIV. törvénycikk Az 1888. évi IX. törvénycikk hatályának meghosszabitásáról